# Halesowen
Halesowen este un fost oraș, actualmente o suburbie din cadrul districtului metropolitan Dudley în comitatul West Midlands, regiunea West Midlands, Anglia. 
1. ↑  , Wikipedia în esperanto https://www.citypopulation.de/en/uk/westmidlands/west_midlands/E63002941__halesowen Lipsește sau este vid: |title= (ajutor)